# Ringparken, Saltsjö-Duvnäs

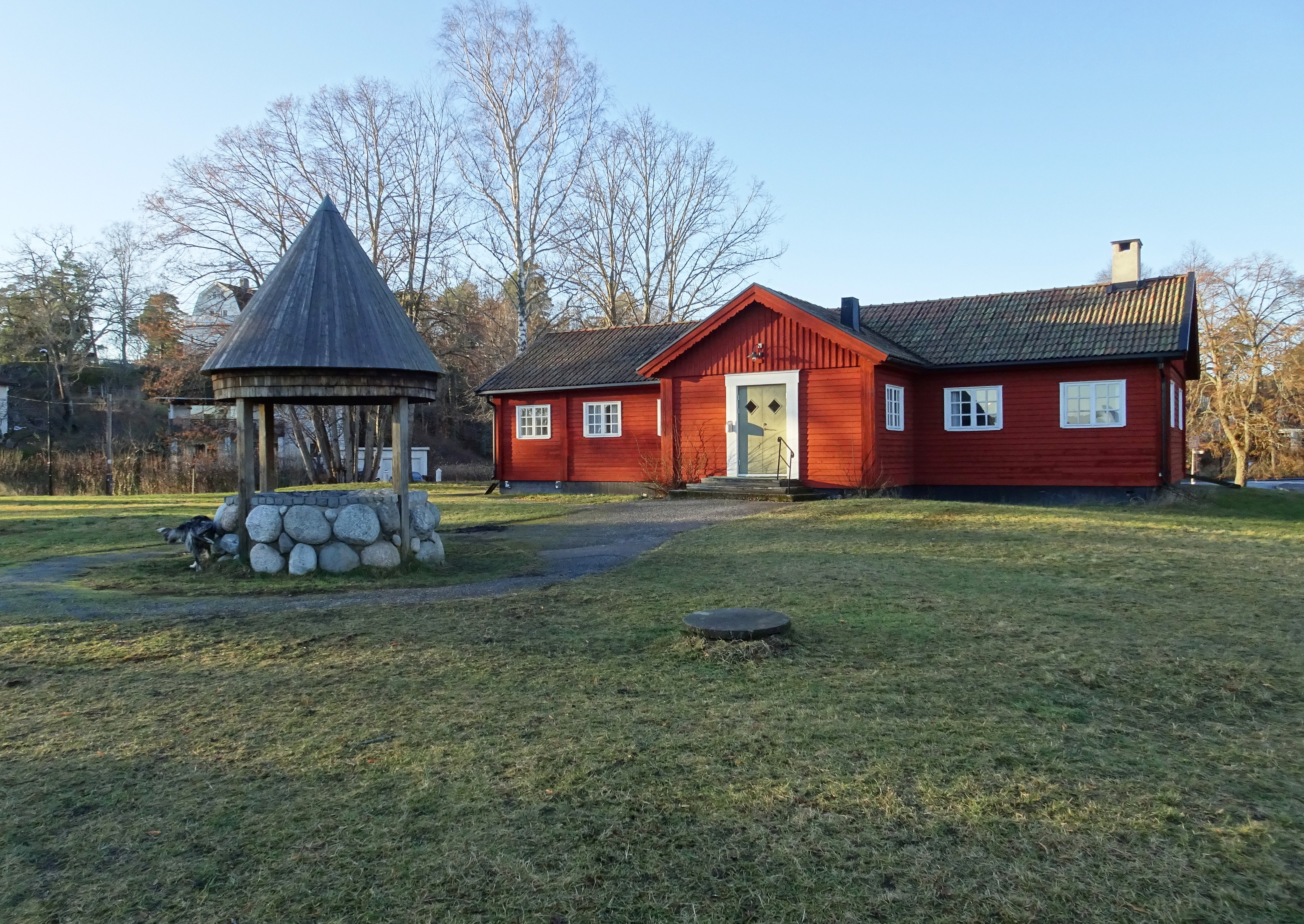
Ringparken och Ringparkssugan, 2021.

Ringparken är en park och en gata i Saltsjö-Duvnäs i Nacka kommun. I Ringparken står Ringparksstugan som ägs av Saltsjö-Duvnäs Fastighetsägareförening och används vid årliga högtider.

## Parken och stugan

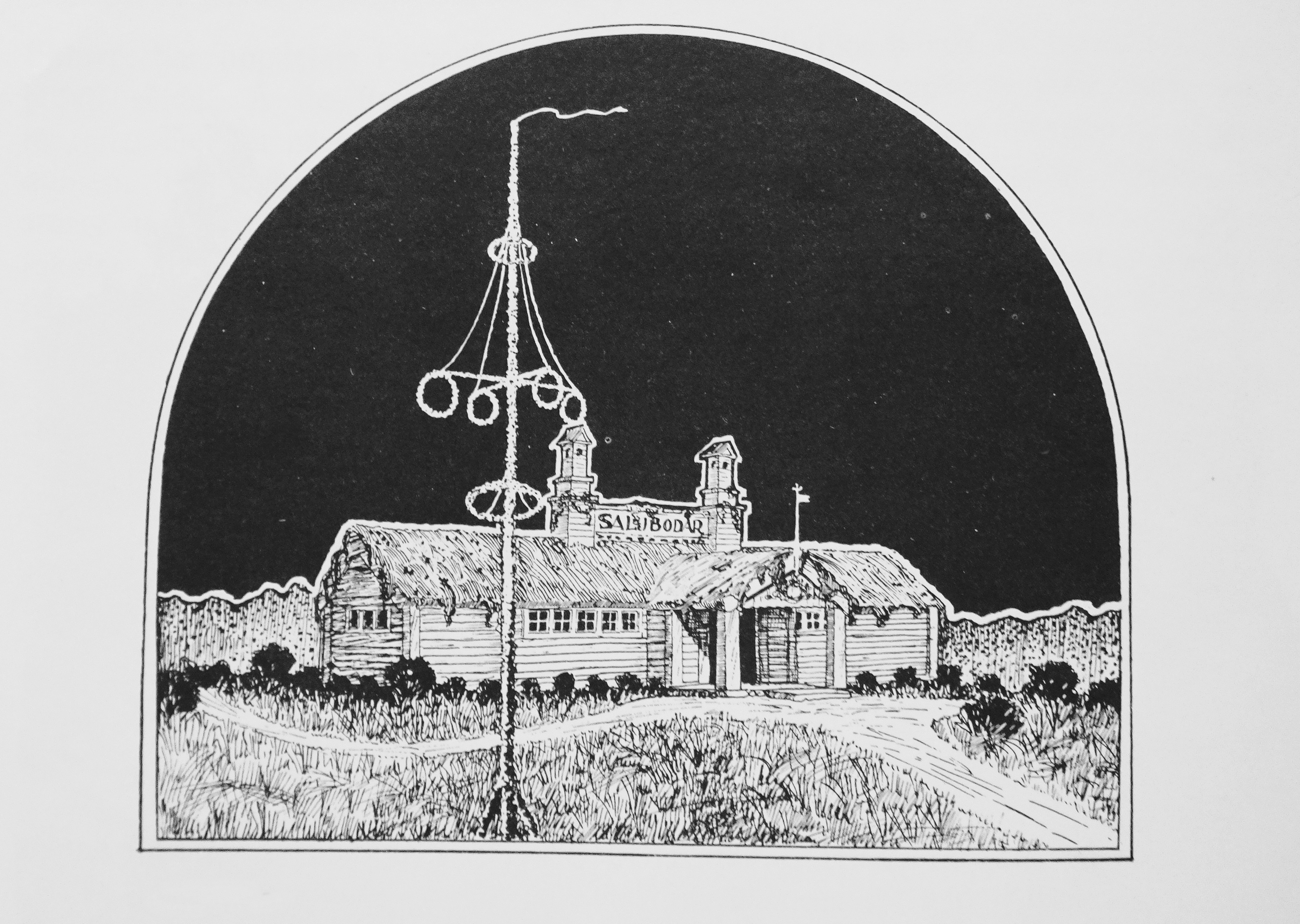
Salubodar, vinjett 1910.

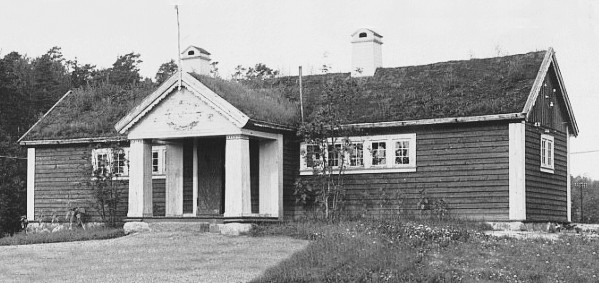
Ringparksstugan 1935.

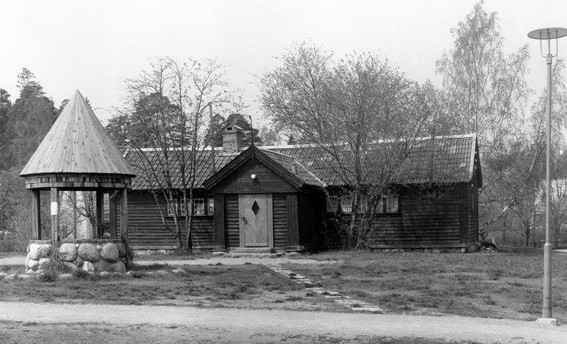
Ringparksstugan 1950.

En park i Ringparkens läge framgår redan på Saltsjö-Duvnäs första stadsplan som 1908 ritats av arkitekt Per Olof Hallman på uppdrag av det nybildade bolaget AB Saltsjö-Dufnäs Villatomter. Hallman hade tänkt sig en saluhall i parkens norra del. Det blev dock en mindre salubod i allmogestil med knuttimmerimiterade väggar, smårutade fönster och torvtak, troligen ritad av arkitekt Carl Kempendahl. Stugan med en hög majstång intill blev något som vinjett och varumärke för det nya villasamhället.
Handlare från Klarahallen i Stockholm kom hit några dagar i veckan för att bedriva torghandel. Senare uppläts lokalen i saluboden till diversehandel och 1916 blev stugan Saltsjö-Duvnäs samlingslokal, kallad Ringparksstugan. Sedan dess har stugan och parken varit duvnäsbornas naturliga samlingsplats vid årets högtider. Ringparksstugan revs år 1966 och ersattes med ett nytt hus i ungefär samma stil ritat av arkitekt Carl-Ivar Ringmar. 
Framför stugan står ”bybrunnen” som dock är en attrapp. I parken märks en klockstapel med vällingklocka som placerades här 1963. Den har sin föregångare i en liknande klockstapel som sedan 1700-talet funnits vid Duvnäs gård. Klockstapeln används för bland annat nyårsringning. Den konstnärliga utsmyckningen består av en bronsbyst visande Emric Öhman, en av grundarna för villasamhället i Saltsjö-Duvnäs.

## Vägen
Vägen som begränsar parken mot öster heter också Ringparken. Vid nummer 3 ligger Herrgårdsvillan som villabolaget lät uppföra 1910-1911 efter ritningar av Carl Kempendahl. Huset var tänkt som mönstervilla och var den dyraste varianten av villor som bolaget kunde erbjuda. Den förvärvades 1912 av konsthistorikern Holger Nyblom.

## Bilder

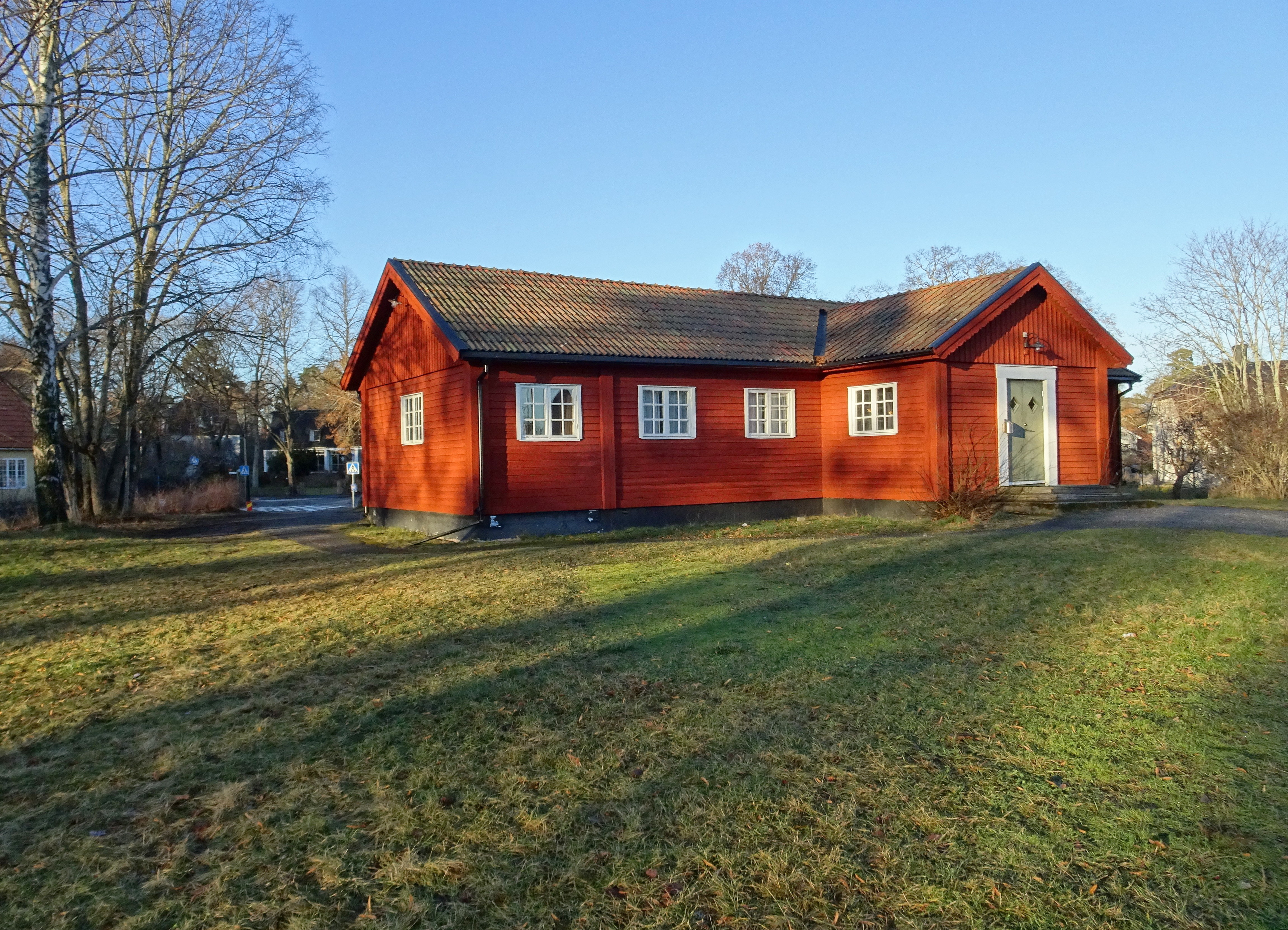
Ringparksstugan.
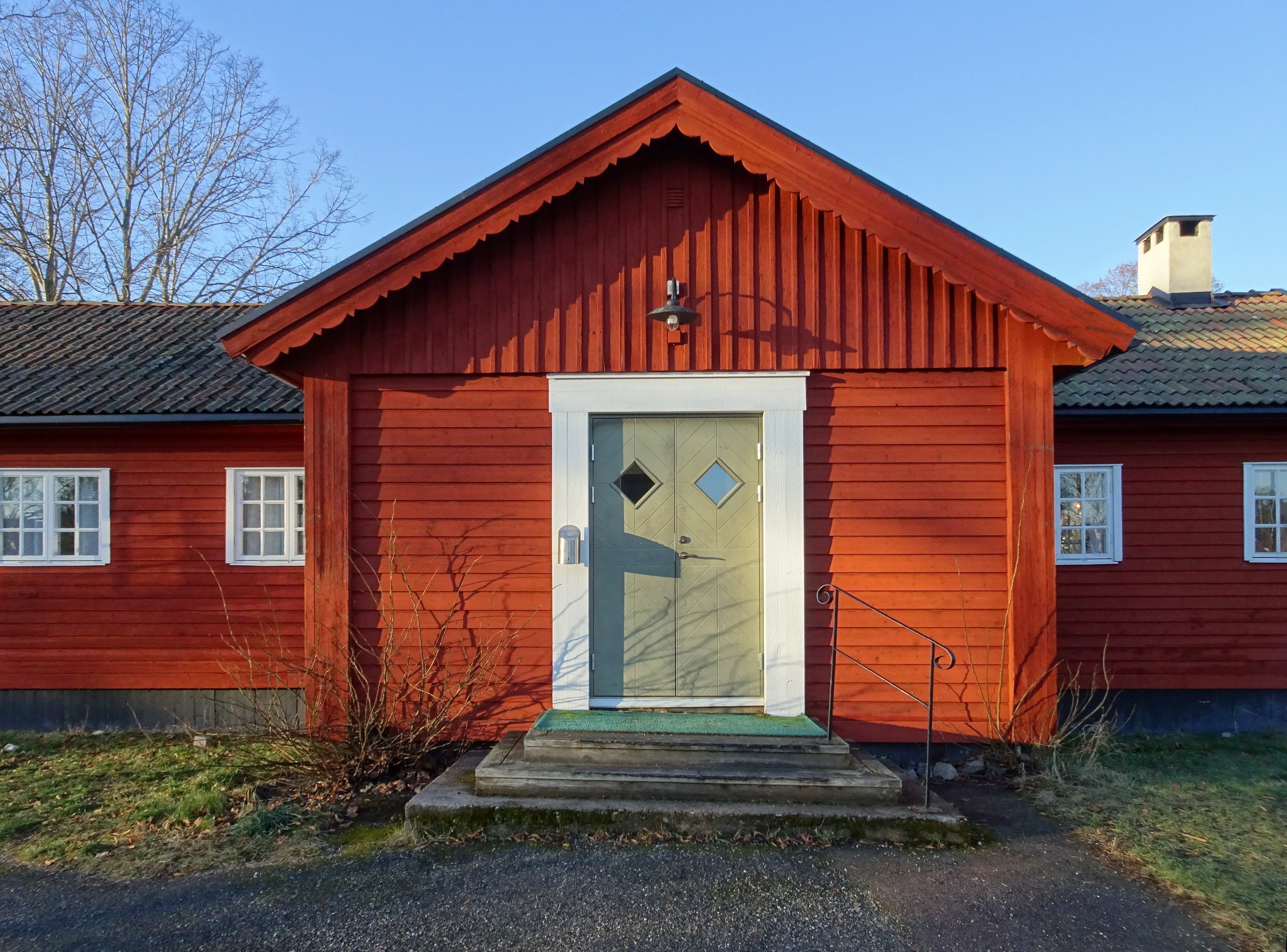
Ringparksstugan, förstuga.
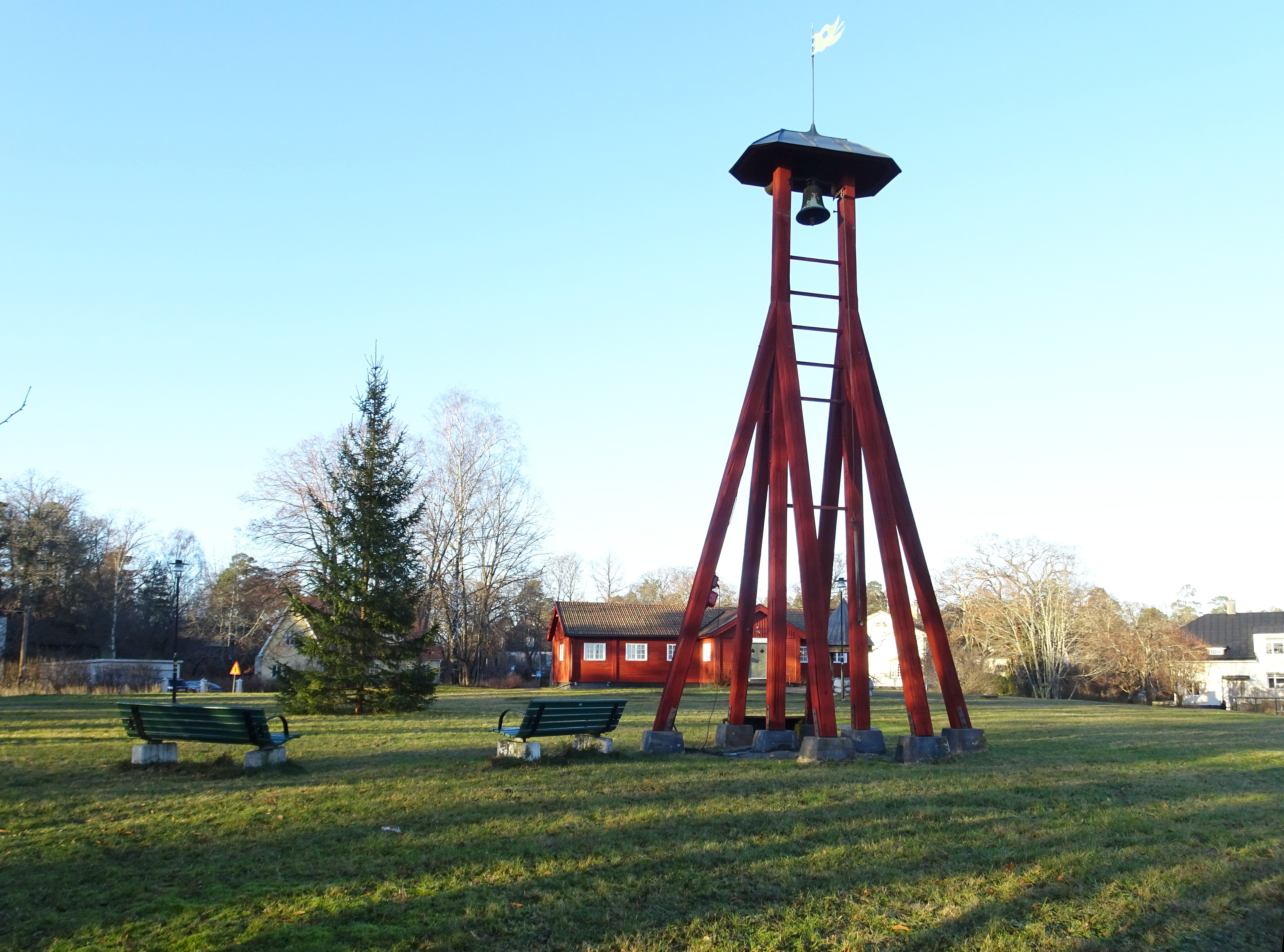
Klockstapeln.
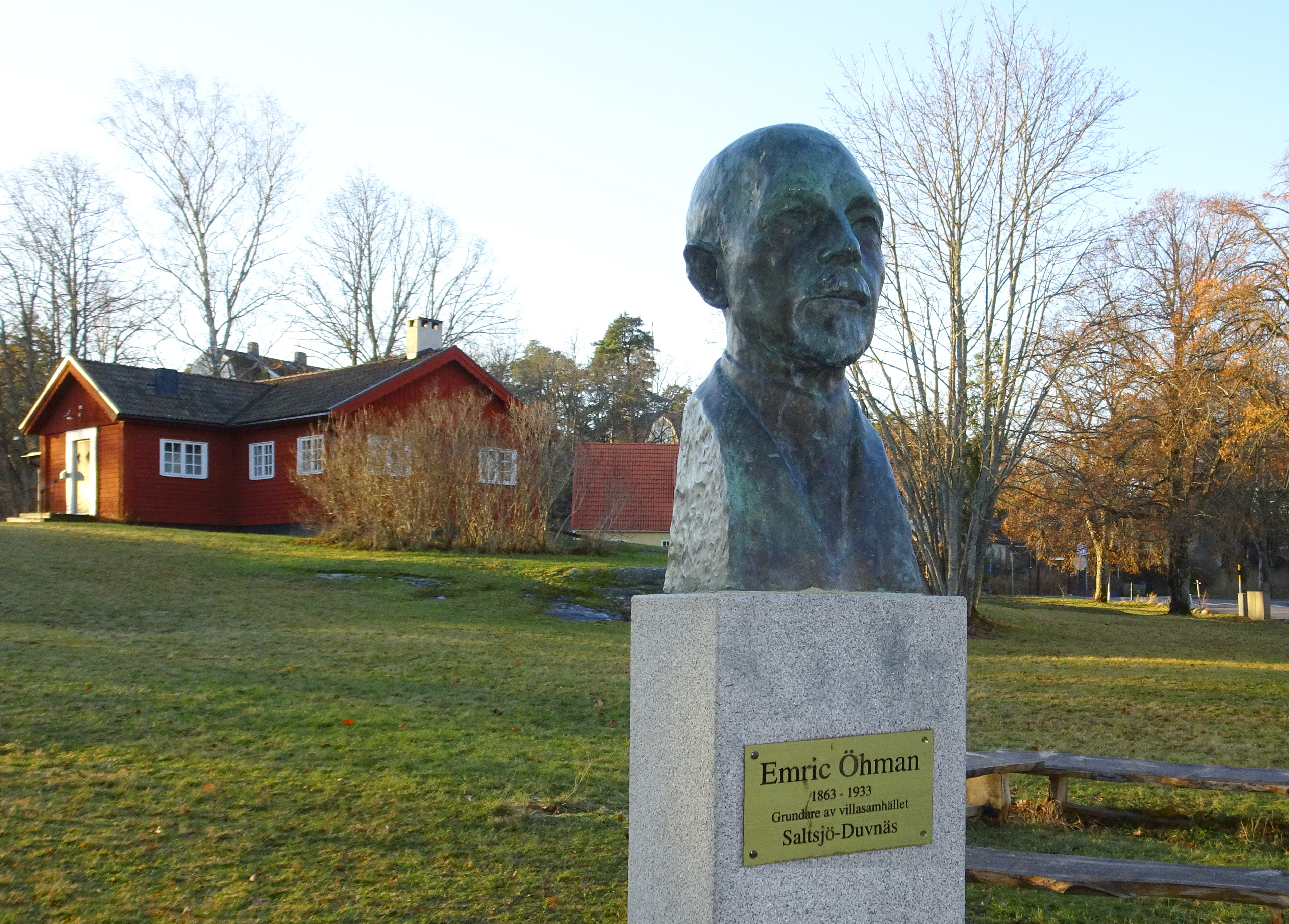
Byst visande Emric Öhman.